# Chabulina astomalis
Chabulina astomalis is een vlinder uit de familie van de grasmotten (Crambidae). De wetenschappelijke naam van deze soort is voor het eerst voorgesteld als Lepyrodes astomalis door Cajetan Freiherr von Felder, Rudolf Felder en Alois Friedrich Rogenhofer in een publicatie uit 1875.
De soort komt voor in Kameroen, Kenia, Zuid-Afrika, Réunion en Oman.